# 维塔·娅金丘克

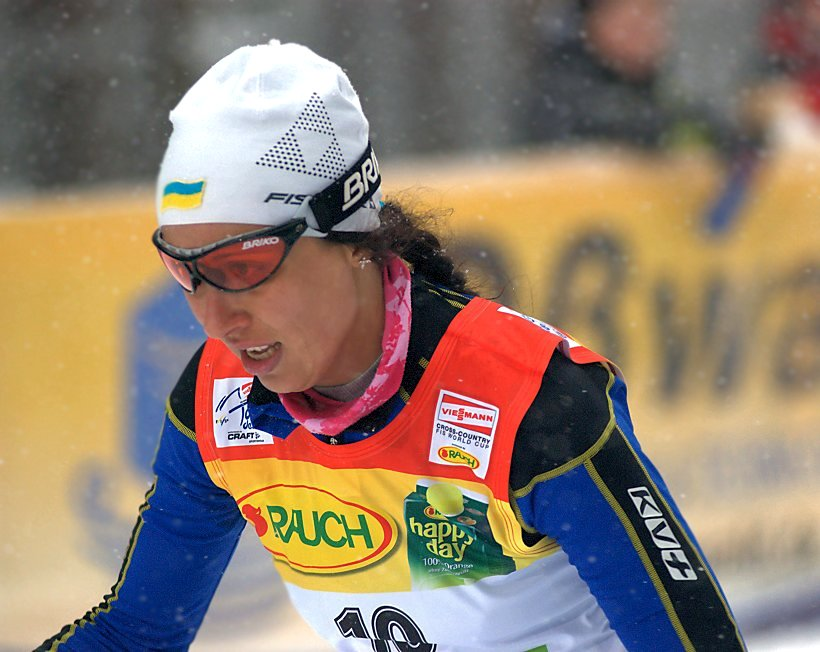
维塔•娅金丘克

维塔·娅金丘克（英語：Vita Jakimchuk；1980年4月7日—)，乌克兰越野滑雪運動員。
1998年起，娅金丘克開始參與比賽。她曾三度參與冬季奥林匹克运动会，於2006年取得4x5公里接力賽以個人最佳成績取得第8名。